# JEF United Ichihara 1995
Questa voce raccoglie le informazioni riguardanti il JEF United Ichihara nelle competizioni ufficiali della stagione 1995.

## Maglie e sponsor
Vengono confermate le divise della stagione precedente, prodotte dalla Mizuno.
| Manica sinistra · Maglietta · Maglietta · Manica destra · Pantaloncini · Calzettoni | Manica sinistra · Maglietta · Manica destra · Pantaloncini · Calzettoni |  |

## Rosa
| N. |                       | Ruolo | Calciatore        |
| -- | --------------------- | ----- | ----------------- |
| -  | Giappone (bandiera)   | P     | Kosuke Kishimoto  |
| -  | Giappone (bandiera)   | P     | Tomonori Tateishi |
| -  | Giappone (bandiera)   | P     | Akio Sano         |
| -  | Giappone (bandiera)   | P     | Shinobu Nagata    |
| -  | Giappone (bandiera)   | P     | Kenichi Shimokawa |
| -  | Giappone (bandiera)   | D     | Kazuya Igarashi   |
| -  | Giappone (bandiera)   | D     | Hisataka Fujikawa |
| -  | Jugoslavia (bandiera) | D     | Goran Vasilijević |
| -  | Giappone (bandiera)   | D     | Michel Miyazawa   |
| -  | Giappone (bandiera)   | D     | Koichi Usui       |
| -  | Giappone (bandiera)   | D     | Tadashi Koya      |
| -  | Giappone (bandiera)   | D     | Kazuhiro Suzuki   |
| -  | Giappone (bandiera)   | D     | Hiroshi Miyazawa  |
| -  | Giappone (bandiera)   | D     | Kenji Yamamoto    |
| -  | Giappone (bandiera)   | D     | Masatoshi Hara    |
| -  | Giappone (bandiera)   | D     | Jun Mizuno        |
| -  | Giappone (bandiera)   | C     | Yoshikazu Gotō    |
| -  | Giappone (bandiera)   | C     | Kazuo Echigo      |
| -  | Jugoslavia (bandiera) | C     | Nenad Maslovar    |

| N. |                           | Ruolo | Calciatore         |
| -- | ------------------------- | ----- | ------------------ |
| -  | Giappone (bandiera)       | C     | Yoshikazu Nonomura |
| -  | Giappone (bandiera)       | D     | Teppei Isaka       |
| -  | Giappone (bandiera)       | D     | Eisuke Nakanishi   |
| -  | Giappone (bandiera)       | D     | Mikio Manaka       |
| -  | Giappone (bandiera)       | D     | Takayuki Chano     |
| -  | Giappone (bandiera)       | D     | Tadahiko Akiba     |
| -  | Giappone (bandiera)       | C     | Hideyuki Sudo      |
| -  | Giappone (bandiera)       | C     | Shinichi Muto      |
| -  | Giappone (bandiera)       | C     | Shinji Otsuka      |
| -  | Giappone (bandiera)       | C     | Atsuhiko Ejiri     |
| -  | Nuova Zelanda (bandiera)  | A     | Wynton Rufer       |
| -  | Giappone (bandiera)       | A     | Yuji Ozaki         |
| -  | Giappone (bandiera)       | A     | Yoshiyuki Morisaki |
| -  | Giappone (bandiera)       | A     | Kenji Kodama       |
| -  | Giappone (bandiera)       | A     | Keiji Kageyama     |
| -  | Giappone (bandiera)       | A     | Kinya Takehara     |
| -  | Corea del Nord (bandiera) | A     | Shin Che-Bon       |
| -  | Giappone (bandiera)       | A     | Shōji Jō           |
| -  | Giappone (bandiera)       | A     | Tarō Gotō          |

## Statistiche

### Statistiche di squadra
| Competizione          | Punti | Totale | Totale | Totale | Totale | Totale | DR |
| Competizione          | Punti | G      | V      | P      | Gf     | Gs     | DR |
| --------------------- | ----- | ------ | ------ | ------ | ------ | ------ | -- |
| J. League             | 88    | 52     | 28     | 24     | 97     | 91     | +6 |
| Coppa dell'Imperatore | -     | 1      | 0      | 1      | 1      | 2      | -1 |
| Totale                |       | 53     | 28     | 25     | 98     | 93     | +5 |